# Salinibacter grassmerensis
Salinibacter grassmerensis es una especie de  bacteria gramnegativa del género Salinibacter. Fue descrita en el año 2023. Su etimología hace referencia al lago Grassmere, en Nueva Zelanda. Es aerobia y móvil. Halófila obligada. Tiene un tamaño de 2-4 μm de largo. Forma colonias rojas, circulares, convexas y con márgenes enteros en agar SW tras 15 días de incubación. Temperatura de crecimiento óptima de 30 °C. Catalasa y oxidasa positivas. Tiene un genoma de 3,78 Mpb y un contenido de G+C de 64,09%. Se ha aislado de salmueras en el lago Grassmere en Nueva Zelanda.